# Mobike
Mobike (en chino: 摩拜单车, romanizado: mó bài dān chē), también conocido como Meituanbike, es un sistema de bicicletas compartidas sin estaciones de origen chino propiedad de la compañía Beijing Mobike Technology Co., Ltd. (chino: 北京摩拜科技有限公司). Con sede en Beijing, es el operador de bicicletas compartidas (de alquiler) más grande del mundo por número de bicicletas, y así convirtió a Shanghái en la ciudad de bicicletas compartidas más grande del mundo para diciembre de 2016. En abril de 2018, Mobike fue adquirida por la empresa web china Meituan-Dianping por 2700 millones de dólares.

## Historia
Mobike fue establecida en 2015, por una experiodista llamada Hu Weiwei, junto a su cofundador, Wang Xiaofeng (quien fuera gerente general de la oficina local de Uber en Shanghái), también conocido por su nombre en inglés Davis Wang, quien se convirtió en el director ejecutivo de Mobike. Al no poder comprarles bicicletas a sus proveedores con las características deseadas, la empresa construyó sus propias bicicletas, lanzadas a partir de abril de 2016.
En diciembre de 2016, Mobike hizo que Shanghái se convirtiera en la ciudad de bicicletas compartidas más grande del mundo.
En junio de 2017, Mobike recaudó $ 600 millones en fondos de la Serie E, liderados por Tencent, lo que elevó la recaudación de fondos solo en 2017 a casi mil millones de dólares. En el mismo mes, la empresa fue valorada en US $ 3 mil millones.
En abril de 2018, la empresa web Meituan-Dianping adquirió la empresa por 2700 millones de dólares. Según informes, Wang no habría estado de acuerdo con la adquisición y dejó la empresa a fines de mes. Hu Weiwei asumió como CEO.
En agosto de 2018, Mobike lanzó una versión eléctrica de su icónica bicicleta naranja.
En diciembre de 2018, Hu Weiwei renunció como directora ejecutiva por “motivos personales”.

## Cobertura
A 2018, Mobike ha operado en más de 200 ciudades en 19 países del mundo.

### Asia
Mobike opera en varias ciudades chinas, incluyendo (pero no limitado) a Beijing, Shanghai, Guangzhou, Shenzhen, Chengdu, Lanzhou, Ningbo, Xiamen, Foshan, Zhuhai, Changsha, Hefei, Shantou, Haikou, Deyang, Nanning, Guiyang, Xi'an, Wenzhou y Wuhan, entre otras.
El 21 de marzo de 2017, Mobike empezó sus operaciones en Singapur, siendo este su primer mercado en el extranjero.
En Japón, se lanzó el 22 de junio de 2017, siendo en Fukuoka el primer lugar donde estuvo disponible. En Osaka, con tal de impulsar el negocio de bicicletas eléctricas, Panasonic se asoció con Mobike para ver las posibilidades de un servicio de bicicletas eléctricas compartidas en Japón.
El 31 de agosto de 2017, Mobike anunció su lanzamiento en Tailandia en asociación con AIS, Central Pattana y la Universidad Kasertsat. A principios de 2018, Mobike se inauguró en Chiang Mai, la ciudad más grande del norte de Tailandia y la segunda ciudad en el país donde el servicio estuvo disponible. El lanzamiento de Mobike está directamente en línea con la iniciativa "Transporte no motorizado" (NMT) del gobierno de la ciudad, que se enfoca en promover el ecoturismo a través del desarrollo de un sistema de transporte urbano sostenible. Mobike cesó sus operaciones en Chiang Mai a mediados de 2019.
El 6 de septiembre de 2017, Mobike se inauguró oficialmente en Malasia y las primeras bicicletas se lanzaron en Setia Alam y Ciberjaya un mes después.
En noviembre de 2017 y febrero de 2018, Mobike lanzó su servicio en Sydney y Gold Coast, Queensland, Australia, respectivamente.
En mayo de 2018, Mobike empezó sus operaciones en Israel en Tel Aviv, Ramat Gan, Givatayim, Rehovot y Kiryat Bialik.
El 11 de marzo de 2019, Mobike solicitó entregar su licencia de bicicletas compartidas y cesar todas sus operaciones en Singapur. Las 25 000 bicicletas restantes se entregarán a SG Bike el 13 de septiembre de 2019 después de la aprobación de la Autoridad de Transporte Terrestre de Singapur.

### Europa
En 2017, Mobike lanzó su servicio en Mánchester, Reino Unido. Fue la ciudad número 100 de Mobike y la primera fuera de Asia. En septiembre de 2017, Mobike amplió su servicio a Londres, seguido rápidamente por el lanzamiento en Newcastle. En octubre de 2017, Mobike se lanzó en Oxford. En junio de 2018, Mobike hizo lo propio en Cambridge. 
En septiembre de 2018, Mobike anunció que suspendería sus operaciones en Mánchester. La empresa señaló que había sufrido grandes pérdidas de sus bicicletas debido a robos y vandalismo callejero. En 2019, el servicio también se suspendió en Newcastle, pero continuó operando en Londres, Oxford y Cambridge. Desde entonces, Mobike ha cesado todas sus operaciones en el Reino Unido.
En Italia, Mobike comenzó a operar inicialmente en Florencia en julio de 2017, seguido de Milán en agosto, Turín y Bérgamo en noviembre, Pesaro y Mantua en marzo de 2018, Reggio Emilia en mayo y Bolonia en junio.
El 9 de noviembre de 2017, Mobike se lanzó en Róterdam, Países Bajos. El acto contó con la presencia de la ciclistaChantal Blaak, campeona mundial de ciclismo en ruta femenino de 2017. Mobike amplió su servicio en los Países Bajos en junio de 2018 con el lanzamiento de Mobike en Delft. En marzo de 2019, Mobike se lanzó en La Haya.
En Alemania, Mobike se estrenó el 21 de noviembre de 2017 al colocar 700 bicicletas en Berlín, haciéndolo la ciudad número 200 a nivel mundial con el servicio de Mobike. Mobike rápidamente se expandió en Alemania, al lanzarse en Düsseldorf en mayo de 2018, seguido por Colonia en julio y Hannover en septiembre. El 1 de agosto de 2020 el alemán-basado Mobike GmbH archivó para insolvencia. El 1 de agosto de 2020, Mobike GmbH, con sede en Alemania, se declaró en concurso de acreedores.
En Francia, el servicio se lanzó en París el 24 de enero de 2018. En diciembre de 2018, Mobike y Transdev anunciaron una asociación exclusiva con el objetivo de proponer Mobike a otros municipios franceses como oferta complementaria a los servicios de transporte público gestionadas por Transdev.
En España, empezó operaciones en Madrid el 18 de junio de 2018. España fue el decimonoveno país del mundo con operaciones de Mobike y apoyó la estrategia de movilidad de la ciudad, que requería un mayor uso de transportes bajo en carbono. En septiembre de 2018, Mobike entró en el Hospitalet de Llobregat gracias a un convenio con el municipio. L'Hospitalet es una ciudad vecina a Barcelona, es la segunda ciudad más densamente poblada de Europa. El 26 de septiembre de 2018, Mobike se lanzó en Zaragoza, convirtiéndose en la tercera ciudad en contar con los servicios en España. En febrero de 2019, Mobike obtuvo los permisos para lanzar scooters electrónicos en Madrid.
En Albania, Mobike se lanzó en Tirana el 8 de junio de 2018, pero a principios de 2020 el servicio ya no estaba disponible.

### América
El 20 de septiembre de 2017, Mobike empezó en Washington D. C., Estados Unidos como el primer servicio de bicicletas compartidas en el país. Sin embargo, Mobike se retiró de la ciudad en menos de un año, en julio de 2018. Mobike se lanzó en Charlotte, Carolina del Norte el 22 de diciembre de 2017 y en San Diego el 23 de febrero de 2018. Las operaciones en The Woodlands, Texas, comenzaron en enero de 2018 y cesaron en octubre del mismo año.
En febrero de 2018, Mobike inició sus operaciones en Ciudad de México y Santiago de Chile.

## Diseño y características
Según la compañía, Mobike tiene como objetivo resolver los problemas de última milla, en el que los viajeros deben enfrentar el problema de estar demasiado lejos de su destino para caminar, pero demasiado cerca para justificar costos o demoras de utilizar un taxi u otro medio de transporte. De forma similar al servicio alemán Call a Bike en Alemania, las bicicletas Mobike vienen con un bloqueo de ruedas electrónico controlado vía Internet que se desbloquea automáticamente, pero requiere un bloqueo manual después de utilizarse.
Las bicicletas Mobike funcionan con un pequeño generador instalado en el cubículo de la rueda trasera para darle energía al candado, o también, con un panel fotovoltaico en algunos modelos. Se dice que el freno de disco patentado resiste más de 10 000 kilómetros de recorrido sin fallas.
Mobike se ha asociado con Qualcomm (usando su chip IoT MDM9206) y Gemalto para el uso de tecnologías NB-IoT para entregar conexión a las bicicletas.
Las bicicletas Mobike vienen en dos versiones, ambos modelos requieren escanear un código QR único para desbloquearlas.

### Mobike Clásica
La Classic Mobike o simplemente Mobike es la versión estándar de las bicicletas. Tiene un chasis en forma de V completamente de aluminio, llantas a prueba de pinchazos y un sistema de transmisión por eje. En lugar de radios de alambre convencionales, utiliza cinco conjuntos de dos varillas de metal paralelas y gruesas colocadas a 72° entre sí para mejorar la durabilidad y reducir los costos de mantenimiento. El número de identificación de cada bicicleta se encuentra en la parte trasera del chasis.
Las personas que utilicen el servicio escanean el código QR, que se muestra en la base del manubrio y en la cerradura inteligente.
Los colores y diseño usados son el negro para el asiento, el manillar y la cerradura, naranja para el volante y plateado metal para el cuerpo de la bicicleta.
La bicicleta pesa 25 kilogramos (55 ).
Algunos usuarios se han quejado del peso de la bicicleta y la falta de una cesta de bicicletas (Mobike defiende este punto argumentando que es para "prevenir la publicidad no deseada"), y la dificultad para mantener el equilibrio en los primeros intentos. Esto impulsó el desarrollo de la segunda versión de Mobike, la Mobike. Lite.

### Mobike Lite
A Mobike Lite se le conoce informalmente como "generación 2". Utiliza radios de alambre y una transmisión por cadena convencional que entrega torque a la rueda trasera. El número de identificación está en el lado derecho, en un panel de plástico que protege la cadena. El código QR se encuentra en la punta del guardabarros trasero.
La Mobike Lite viene con una canasta de metal de material similar a una red, y tiene un panel solar que da energía al candado QR y el rastreador GPS. Las ruedas son de color naranja.
Los modelos más nuevos de "Mobike Classic" y "Mobike Lite" tienen asientos ajustables. El Lite pesa 17 kilogramos (37,5 lb).

### Segunda generación
Según un comunicado de prensa de la empresa, se están implementando en áreas de servicio pequeños lotes de Mobikes de segunda generación, tanto Classic como Lite. Los informes indican que las bicicletas de segunda generación utilizan un pie de apoyo de aluminio más duradero en lugar de los de plástico duro que se usaban anteriormente. También se menciona el nuevo asiento ajustable hidráulico instalado en las bicicletas de la Generación 2 mediante la depresión de una pequeña lengüeta de metal cerca de la base del asiento. Por último, las Classic Mobike de segunda generación ahora también cuentan con cesta.
El esquema de color de la Mobike Lite de segunda generación se cambia a naranja para el borde interior y vuelve a negro para el neumático.

## Accesibilidad
El acceso a las bicicletas Mobike requiere la aplicación Mobike, que requiere un depósito mínimo de una unidad de moneda específica del país para garantizar que los detalles de pago proporcionados por el usuario sean correctos. Cada usuario está obligado a registrarse utilizando su número de teléfono móvil. En China también deben registrar su número de identificación nacional según lo exigen las regulaciones del gobierno local; el software no permite el uso de la aplicación a usuarios menores de 14 años, a través del número de identificación.
Para usar una bicicleta, el usuario desbloquea la bicicleta usando la aplicación móvil. La aplicación registra la distancia y la duración del viaje y la energía que el usuario gastó usando la bicicleta. Al final del alquiler, el costo se deduce de la cuenta del usuario.
Como Mobike no tiene servicios fuera de línea, la aplicación de Mobike solo acepta transacciones en línea a través de AliPay, WeChat Pay o tarjeta de crédito. El usuario necesita tener un saldo positivo en su cuenta al iniciar el alquiler, pero se permite que sea negativo durante un viaje.
Anteriormente, la empresa requería un depósito para usar el servicio en China, sin embargo, la empresa finalizó la práctica en julio de 2018. Los usuarios pueden retirar su depósito del servicio en cualquier momento, siempre que no tengan un saldo negativo en la cuenta.
La aplicación Mobike utilizó inicialmente un sistema "Mobike Score" para realizar un seguimiento del comportamiento del usuario. El sistema de puntuación constaba de cinco niveles: Sobresaliente (1000–701), Excelente (700–601), Bueno (600–501), Regular (500–301), Pobre (300–0). Mobike Score de los usuarios afectó las tarifas futuras y el uso del sistema. Cada nuevo usuario comenzó automáticamente con una puntuación "Buena" de 550 puntos. Los usuarios recibieron puntos por diversas acciones, como informar cualquier problema con el sistema o estacionar en áreas preferidas con mayor demanda, y perdieron puntos por acciones perjudiciales para el sistema, lo que podría conducir a la suspensión de la cuenta.[cita requerida]

## Problemas
Mobike tiene varios problemas con la practicidad. Mucha gente se queja de que las bicicletas causan desorden; como no tienen lugares de estacionamiento en estaciones fijas, los usuarios pueden dejar Mobikes donde causan obstrucción. En respuesta a estas quejas, Mobike ha introducido zonas de aparcamiento para animar a los usuarios a aparcar en zonas específicas.
En algunos mercados globales, como el Reino Unido, se ha informado mucho sobre el vandalismo de Mobikes.